# Merlín (Albéniz)
Merlín es la última de las óperas de Isaac Albéniz. Se divide en tres actos y el libreto fue escrito en inglés por Francis Money-Coutts, quinto barón Latimer.
La ópera fue escrita entre 1897 y 1902, y es la primera de una trilogía proyectada de óperas de tema artúrico encargada por el libretista. Después de completar Merlín, Albéniz trabajó en la segunda parte de la trilogía, Lancelot, en 1902-03, pero interrumpió el trabajo y no lo completó antes de su muerte en 1909. Ni siquiera llegó a comenzar la parte final, Guinevere.

## Orígenes
A principios del siglo XX, Albéniz, ya muy conocido como virtuoso pianista y compositor, se empezó a interesar por la composición de teatro musical. Se estableció en Londres, donde conoció a Money-Coutts, heredero de una fortuna bancaria y poeta y dramaturgo amateur. Además de proporcionarle soporte financiero, escribió para él los libretos de Henry Clifford (1895) y Pepita Jiménez (1896), así como de una trilogía de título King Arthur, de la que Albéniz solo llegó a componer el primer título, Merlín.

## Representaciones
Albéniz nunca llegó a ver representada la obra en su vida, y solo llegó a escuchar el preludio interpretado por una orquesta. Una interpretación acompañada por piano, y con el texto traducido al francés, se dio en Bruselas en 1905.  El 18 de diciembre de 1950, en el Teatro Tívoli de Barcelona tuvo lugar la primera representación escénica, pero con muchos cortes y con el libreto traducido al español.
La partitura original fue recuperada y reconstruida por el musicólogo y director de orquesta José de Eusebio, y presentada, en versión de concierto, el 20 de junio de 1998 en el  Auditorio Nacional de Madrid, interpretada por el Coro Nacional de España y la Orquesta Sinfónica de Madrid dirigida por el propio de Eusebio. A continuación se realizó una grabación discográfica producida por la firma inglesa Decca, protagonizada por Carlos Álvarez y Plácido Domingo.
Finalmente, el estreno escénico de la obra completa, con el libreto original, se produjo en el Teatro Real de Madrid, el 28 de mayo de 2003, dirigida por José de Eusebio, con dirección escénica de John Dew, e interpretada por David Wilson-Johnson, Stuart Skelton, Eva Marton y Carol Vaness. Las representaciones fueron grabadas y posteriormente publicadas en DVD.

## Análisis
La partitura de Merlín es extremadamente ambiciosa para la época, con una orquestación de gran dificultad instrumental y con numerosas propuestas de innovación técnica. Vocalmente presenta también numerosas exigencias, que han sido achacadas frecuentemente, como en el caso de la orquestación, a la inexperiencia del autor en la composición para grandes dispositivos sinfónico-vocales. Sin embargo, son evidentes los hallazgos tímbricos de la partitura, el oficio musical del autor, y el conocimiento de la música de su propio tiempo (Janáček, Fauré, Dukas, Elgar o Debussy). Y, sobre todo, la gran influencia de la dramaturgia y la música de Wagner.

## Sinopsis
En Londres, junto a la Catedral, el mago Merlín exhorta a la nobleza inglesa y al Arzobispo de Canterbury a elegir un nuevo Rey para Inglaterra. Se acuerda que el elegido será quien consiga extraer la espada "Excalibur" de la roca en la que está incrustada. El joven Arthur confunde la espada con la suya propia, y la arranca de la roca sin esfuerzo. Arthur es proclamado Rey, a pesar de la oposición de la hechicera Morgan le Fay y su hijo Mordred. Después de ser derrotados, ambos imploran perdón a Arthur, que se lo concede. Morgan planea su venganza, para lo que necesita deshacerse de Merlín, que protege al Rey con su magia. Para ello cuenta con Nivian, esclava sarracena al servicio de Merlín. Nivian engaña a Merlín para arrebatarle su varita mágica, que entrega a Morgan, y deja encerrado al mago en la cueva de los gnomos.

## Grabaciones

### Audio
- Albéniz: Merlín: Carlos Álvarez, Plácido Domingo, Jane Henschel, Ana María Martínez, Orquesta Sinfónica de Madrid dirigida por José de Eusebio (1999. Decca 467 0962 7)

### Video
- Albéniz: Merlín: David Wilson-Johnson, Eva Marton, Stuart Skelton, Carol Vaness, Angel Ódena. Orquesta del Teatro Real de Madrid dirigida por José de Eusebio. Dirección escénica de John Dew (2003, BBC/Opus Arte DVD OA 0888 D)